# James Hopkins Adams

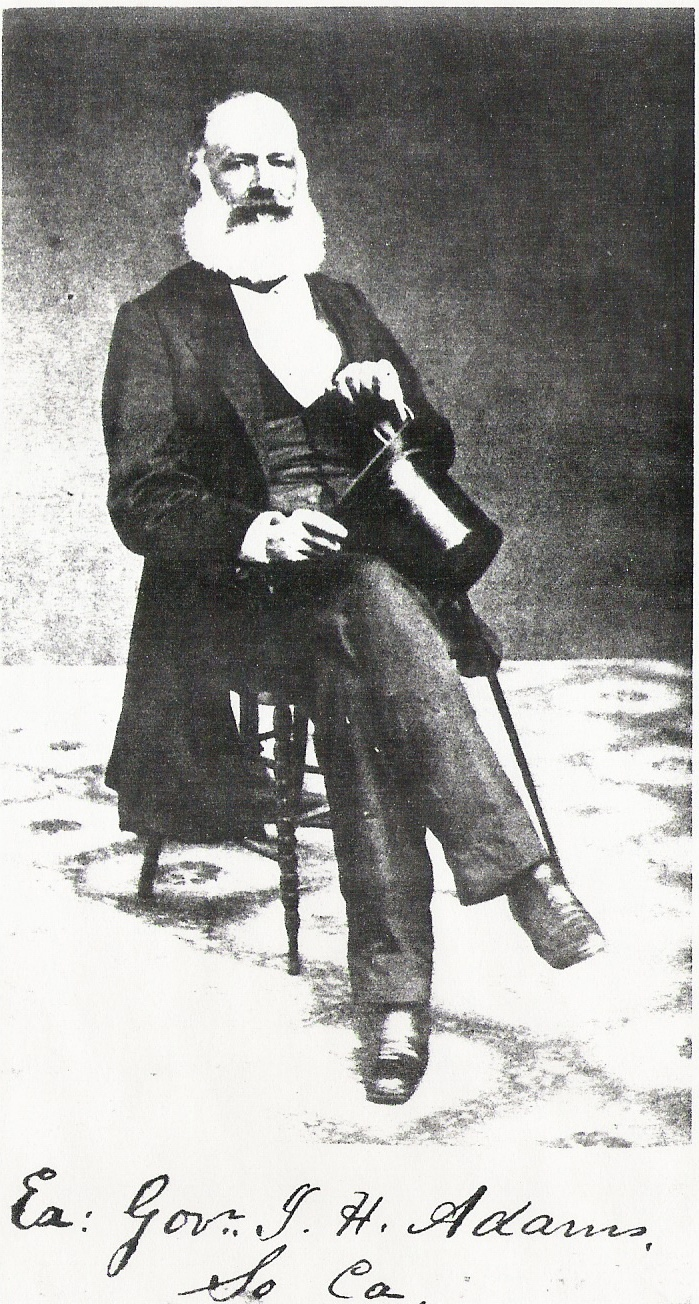
James Hopkins Adams

James Hopkins Adams (* 15. März 1812 in Minervaville, South Carolina; † 13. Juli 1861 in Columbia, South Carolina) war ein US-amerikanischer Politiker und von 1854 bis 1856 Gouverneur von South Carolina.

## Frühe Jahre
James Adams absolvierte 1831 die Yale University. In der Nationalgarde (Miliz) von South Carolina stieg er in den folgenden Jahren bis zum Brigadegeneral auf. Von 1841 bis zu seinem Tod war er Kurator des South Carolina Colleges, der späteren University of South Carolina. Außerdem wurde er Direktor der Exchange Bank of Columbia und Besitzer der „Live Oak“ Baumwollplantage.

## Politische Karriere
Während der Nullifikationskrise 1832 gehörte Adams dem Konvent an, der für South Carolina die Annullierung von Bundesgesetzen beschloss und über einen Austritt des Staates aus der Union beriet. In den 1830er und 1840er Jahren war er mehrfach Abgeordneter im Parlament seines Staates. Zwischen 1850 und 1853 war er Abgeordneter im Senat von South Carolina. Er war Anhänger der Sklaverei und der radikalen Positionen South Carolinas gegenüber dem Norden.

## Gouverneur von South Carolina
Im Jahr 1854 wurde James Adams in geheimer Abstimmung von den Abgeordneten des Parlaments zum neuen Gouverneur gewählt. Seine zweijährige Amtszeit begann am 1. Dezember dieses Jahres und endete verfassungsgemäß zwei Jahre später am 1. Dezember 1856. Diese Jahre waren vom nationalen Gegensatz zwischen den Nord- und Südstaaten überschattet. Nach der Aufhebung des Missouri-Kompromisses von 1820 eskalierte die Frage um die Sklaverei. Noch im Jahr 1854 wurde in den Nordstaaten die Republikanische Partei gegründet, die für die Abschaffung der Sklaverei eintrat und im Süden, vor allem in South Carolina, als ein rotes Tuch gesehen wurde. Gouverneur Adams, ein Plantagenbesitzer und Sklavenhalter, nahm in dieser Frage eine noch radikalere Haltung als die meisten seiner Landsleute ein. Er sprach sich 1856 für die Wiederaufnahme des atlantischen Sklavenhandels aus. Das ging sogar vielen Mitbürgern in South Carolina zu weit. Der Vorschlag wurde im Parlament abgelehnt. Eine Verwirklichung hätte den nationalen Gegensatz mit Sicherheit noch mehr angeheizt.
Adams behauptete, dass Schwarze weniger befähigt seien als Weiße und nur als Arbeiter unter der Aufsicht einer weißen Oberklasse existieren konnten.

## Weitere Karriere
Nach Ablauf seiner Amtszeit war es ihm aus verfassungsrechtlichen Gründen nicht möglich, direkt wieder zu kandidieren. Er strebte erfolglos einen Sitz im US-Kongress an. Zwischen 1857 und 1861 war er Direktor der Bank of Chester. Nach der Wahl von Abraham Lincoln zum US-Präsidenten im November 1860 gehörte Adams dem Konvent in South Carolina an, der den Austritt des Landes aus der Union beschloss. Er war einer der Unterzeichner der so genannten Ordinance of Secession, jenes Dokumentes, das die Sezession South Carolinas beinhaltete. Anschließend war er einer der Delegierten von South Carolina, die in Washington einen letzten vergeblichen Versuch unternahmen, den Kriegsausbruch zu verhindern. James Adams erlebte den Ausbruch des Bürgerkriegs im April 1861, aber starb wenige Monate später im Juli des gleichen Jahres.